# Robby Simon
Robby Simon (* 9. Juli 1978) ist ein ehemaliger deutscher Kanute.
Robby Simon und sein Zwillingsbruder Kay Simon starteten Mitte der 2000er-Jahre erfolgreich im Canadier-Zweier bei Welt- und Europameisterschaften.
Ihre ersten internationalen Erfolge errangen die Brüder bei den Junioren-Europameisterschaften 1995 in Liptovský Mikuláš sowie den -Weltmeisterschaften 1996 auf dem tschechischen Stausee Lipno.
Im Herren-Bereich war das Brüderpaar, das für den KSV Strehla und ab 2007 für den BSV Halle startete vor allem im Teamwettbewerb erfolgreich.
Bis zu ihrem Karriereende 2010 holte das Duo insgesamt 10 Medaillen bei Welt- und Europameisterschaften.